# العلاقات الأذربيجانية الكاميرونية
العلاقات الأذربيجانية الكاميرونية هي العلاقات الثنائية التي تجمع بين أذربيجان والكاميرون.

## مقارنة بين البلدين
هذه مقارنة عامة ومرجعية للدولتين:
| وجه المقارنة                                              | أذربيجان        | الكاميرون                      |
| --------------------------------------------------------- | --------------- | ------------------------------ |
| المساحة (كم2)                                             | 86.60 ألف       | 475.44 ألف                     |
| عدد السكان (نسمة)                                         | 10.00 مليون     | 24.05 مليون                    |
| الكثافة السكانية (ن./كم²)                                 | 115.47          | 50.58                          |
| العاصمة                                                   | باكو            | ياوندي                         |
| اللغة الرسمية                                             | اللغة الأذرية   | لغة فرنسية، لغة إنجليزية       |
| العملة                                                    | مانات أذربيجاني | فرنك وسط أفريقي                |
| الناتج المحلي الإجمالي (بليون دولار)                      | 40.75 مليار     | 34.80 مليار                    |
| الناتج المحلي الإجمالي (تعادل القوة الشرائية) بليون دولار | 171.56 مليار    | 72.72 مليار                    |
| الناتج المحلي الإجمالي الاسمي للفرد دولار أمريكي          | 5.50 ألف        | 1.22 ألف                       |
| الناتج المحلي الإجمالي للفرد دولار أمريكي                 | 17.52 ألف       | 2.97 ألف                       |
| مؤشر التنمية البشرية                                      | 0.751           | 0.512                          |
| رمز المكالمات الدولي                                      | +994            | +237                           |
| رمز الإنترنت                                              | .az             | .cm                            |
| المنطقة الزمنية                                           | ت ع م+04:00     | توقيت غرب أفريقيا، ت ع م+01:00 |

## منظمات دولية مشتركة
يشترك البلدان في عضوية مجموعة من المنظمات الدولية، منها:
| علم المنظمة | اسم المنظمة                               | تاريخ انضمام أذربيجان | تاريخ انضمام الكاميرون |
| ----------- | ----------------------------------------- | --------------------- | ---------------------- |
|             | منظمة التعاون الإسلامي                    | 1991                  | ?                      |
|             | الاتحاد البريدي العالمي                   | ?                     | ?                      |
|             | يونسكو                                    | 3 يونيو 1992          | 11 نوفمبر 1960         |
|             | البنك الدولي للإنشاء والتعمير             | 18 سبتمبر 1992        | 10 يوليو 1963          |
|             | وكالة ضمان الاستثمار متعدد الأطراف        | 23 سبتمبر 1992        | 7 أكتوبر 1988          |
|             | الاتحاد الدولي للاتصالات                  | 10 أبريل 1992         | 22 ديسمبر 1960         |
|             | منظمة الشرطة الجنائية الدولية             | ?                     | ?                      |
|             | مؤسسة التمويل الدولية                     | 11 أكتوبر 1995        | 1 أكتوبر 1974          |
|             | الأمم المتحدة                             | 2 مارس 1992           | 20 سبتمبر 1960         |
|             | مؤسسة التنمية الدولية                     | 31 مارس 1995          | 10 أبريل 1964          |
|             | منظمة حظر الأسلحة الكيميائية              | ?                     | ?                      |
|             | المركز الدولي لتسوية المنازعات الاستشارية | 18 أكتوبر 1992        | 2 فبراير 1967          |

## وصلات خارجية
- موقع وزارة الخارجية الأذربيجانية
- موقع وزارة الخارجية الكاميرونية